# Isak Nordmark
Isak Nordmark, född 23 mars 1749 i Luleå socken, död 11 augusti 1823 i Luleå socken, var en svensk präst och riksdagsman.

## Biografi
Isak Nordmark var son till komministern Hans Nordmark och Maria Plantin samt bror till professor Zacharias Nordmark. Efter skolgång i Luleå och Piteå började han 1764 på Härnösands gymnasium. År 1757 inskrevs han som student vid Uppsala universitet och prästvigdes i november 1770 i Härnösands domkyrka med missiv som kaplan i hemförsamlingen. År 1771 men fick han förflyttning till Råneå församling, där han vid sidan av hjälpprästbefattningen blev informator för kyrkoherden Samuel Rosenius' barn. Rosenius' söner började studera i Uppsala, varvid Nordmark följde dem dit. Där disputerade han pro exercitio och pro gradu 1775 under Carl Aurivillius' presidium samt promoverades 1776 till filosofie magister. År 1776 blev han pastorsadjunkt i Katarina församling i Stockholm blev efter pastoralexamen 1777 utnämnd 1778 till komminister i församlingen. I april 1786 utnämndes Nordmark till kyrkoherde i Rödöns församling, där han tillträdde 1787. År 1791 utnämndes han till kyrkoherde i Luleå församling med tillträde året därpå. År 1792 blev Nordmark också kontraktsprost i Västerbottens tredje kontrakt. Han utnämndes till teologie doktor 1800. Vid riksdagen 1810 var han representant för prästeståndet. År 1819 avsade han sig prostbefattningen av åldersskäl.
Nordmark utgav ett teologiskt akademiskt arbete år 1789 och ett gravtal hållet över prosten över prosten Theophilus Gran 1798.
Nordmark gifte sig 1786 i Stockholm Anna Helena Wiesbeck, vars far var klensmed och handelsman. Hon hade tidigare varit gift med sjökaptenen Gustaf Fredrik Wallis, som antogs vara avliden men enligt en annan version skulle han efter lång frånvaro ha kommit hem och funnit hustrun omgift men då lovat att aldrig mer höra av sig. Makarna Nordmark hade bland andra barnen rektor Johan Isak Nordmark i Luleå, Zacharias Nordmark som var kollega i Luleå, Hans Peter Nordmark som var docent vid Uppsala universitet och Margareta Johanna Nordmark som gifte sig med prosten Carl Eurenius i Nederkalix. I sitt första äktenskap hade hustrun förutom en son dottern Anna Catharina Wallis som gifte sig med prosten Olof Burman i Råneå. En sonsons son till Nordmark var kyrkoherden Anton Nordmark i Nederkalix.